# Erik Arvidsson Trolle
Erik Arvidsson Trolle (født ca. 1460, død 1529 eller 1530) var svensk kirkemand, lagmand, rigsråd 1487 og svensk rigsforstander 1512, søn af Arvid Trolle.
Han sadlede om fra sin kirkelige karriere og blev rigsråd i 1487. I begyndelsen sympatiserede han med kong Hans, men efter hans fald med rigsforstanderen Svante Nilsson (Sture). Rådet valgte Erik Trolle til rigsforstander i 1512, men valget blev ændret af Sten Sture (den yngre). Erik Trolle deltog derefter ikke aktivt i rigspolitikken men blev lagmand i Närke og Uppland.
Han flygtede til Danmark efter oprøret mod Christian 2. 1521.

## Børn
1. Gustav Trolle, ærkebiskop.